# Kanafeh
Kanafeh (arabsky كُنافة‎ ) je tradiční arabský dezert vyrobený z tenkých nudlí, které jsou namočené ve sladkém cukrovém sirupu. Desert se typicky vrství buď se sýrem, různými druhy krémů nebo ořechů. V arabském světě je velmi populární jak v Egyptě, tak mezi Palestinci. Existují i různé varianty v Turecku, Řecku, Balkáně a na Kavkaze .

## Příprava
Nejznámější kanafeh je knafeh nabulsieh, který vznikl v palestinském městě Nablus. Knafeh nabilsiyeh používá k přípravě speciální sýr z bílého nálevu Nabulsi. Připravuje se ve velké kulaté mělké misce, kde se obarví oranžovým potravinářským barvivem a přidají se nadrobno drcené pistácie.

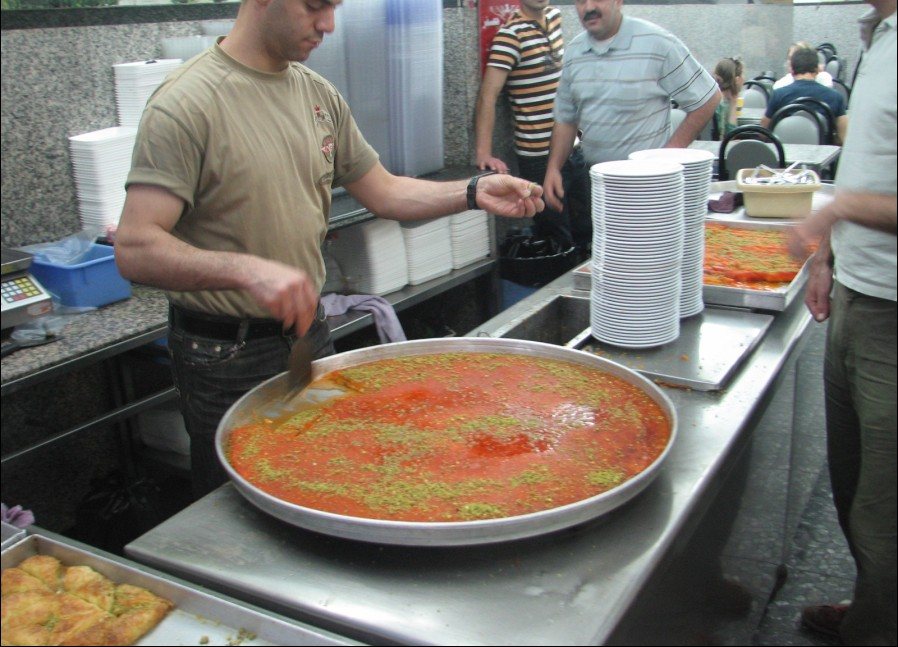
Příprava dezertu